# Kębliny
Kębliny [pronunciación en polaco: /kɛmˈblinɨ/] es un pueblo ubicado en el distrito administrativo de Gmina Zgierz, dentro del Distrito de Zgierz, Voivodato de Łódź, en Polonia central. Se encuentra aproximadamente a 12 kilómetros al noreste de Zgierz y a 17 kilómetros al norte de la capital regional Łódź.
El pueblo tiene una población de 290 habitantes.